# الفین اسپرتس کارز
الفین اسپرتس کارز (انگلیسی: Elfin Sports Cars) شرکت خودروسازی استرالیایی است، که در سال ۱۹۵۹ تأسیس شد.